# Lokomotiv Baku
Lokomotiv Baku ist ein aserbaidschanischer Frauen-Volleyballverein aus Baku.

## Geschichte
Lokomotiv Baku wurde 1998 gegründet und spielt seitdem in der aserbaidschanischen Superliga, wo man 2003, 2010 und 2012 Vizemeister wurde. Seit 2009 nehmen die Frauen regelmäßig an europäischen Wettbewerben teil. 2011 wurde Lokomotiv nach zwei 1:3-Endspielniederlagen gegen den Lokalrivalen Azerrail Baku Zweiter im Challenge Cup. 2012 gewann Lokomotiv den Challenge Cup im Endspiel durch ein 15:13 im „golden set“ über den Lokalrivalen Baki Baku.